# جاك كوين (لاعب كرة قاعدة)
جاك كوين (بالإنجليزية: Jack Quinn) هو لاعب كرة قاعدة أمريكي، ولد في 1 يوليو 1883 في Štefurov ‏ في سلوفاكيا، وتوفي في 17 أبريل 1946 في بوتسفيل في الولايات المتحدة.

## وصلات خارجية
- جاك كوين على موقع دوري كرة القاعدة الرئيسي (الإنجليزية)
- جاك كوين على موقعبيزبول رفرنس.كوم (الدوري الرئيسي) (الإنجليزية)
- جاك كوين على موقعبيزبول رفرنس.كوم (الدوري الثانوي) (الإنجليزية)
- جاك كوين على موقع جمعية أبحاث البيسبول الأمريكية (الإنجليزية)
- جاك كوين على موقع إي إس بي إن.كوم (أم.أل.بي) (الإنجليزية)
- جاك كوين على موقع مشجعي الرسوم البيانية (الإنجليزية)